# Kukuřičné lupínky

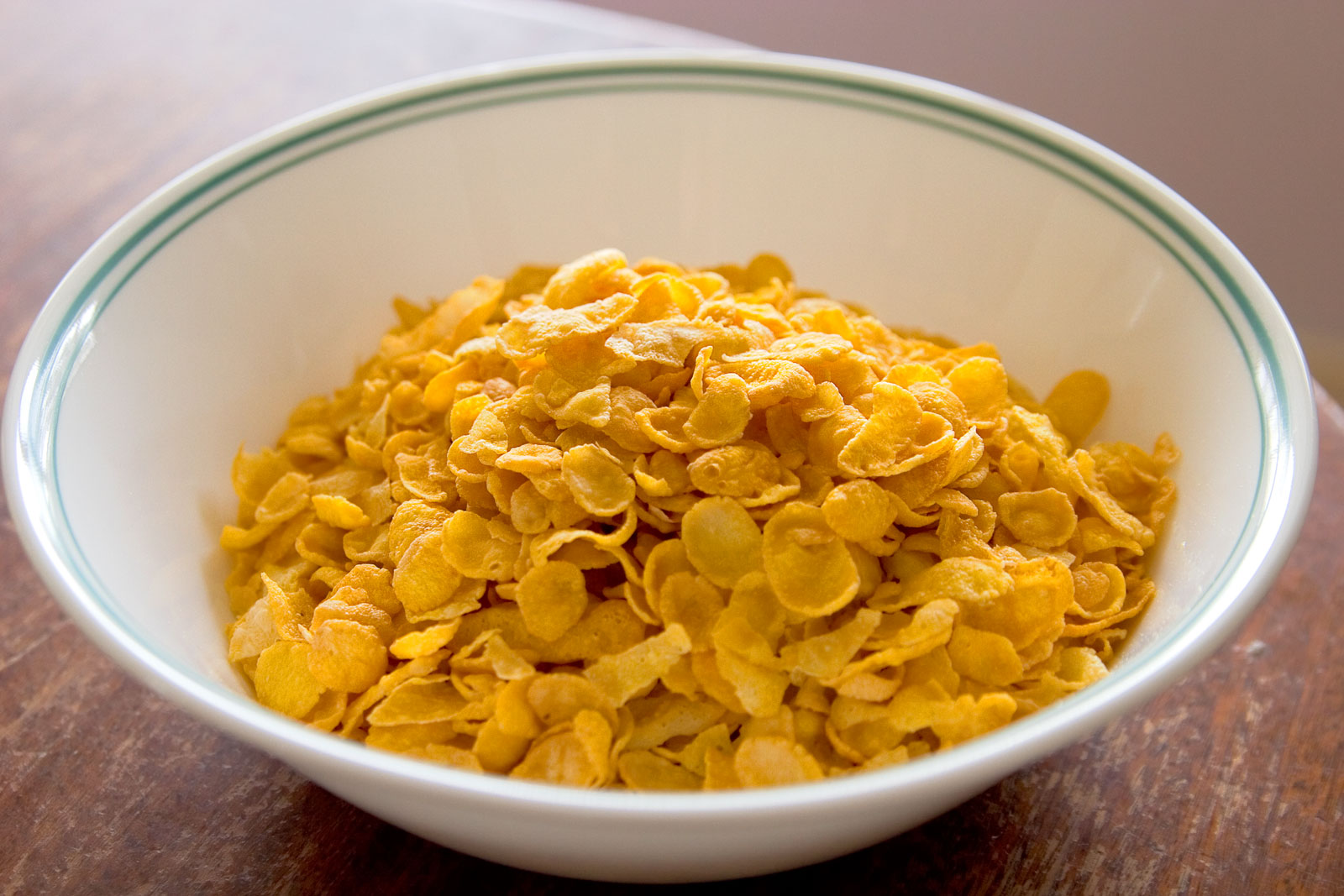
Kukuřičné lupínky v misce

Kukuřičné lupínky (anglický: cornflakes) jsou jídlo, které vzniká kombinací uvařené kukuřice, cukru, vitamínů a minerálních látek. V některých zemích se jedná o tradiční jídlo podávané při snídani, obvykle s mlékem.
Jejich historie začíná už v 19. století, když skupina adventistů začala připravovat nová jídla z kukuřice kvůli jejich dietě. Jejich podoba, jak je známe dnes, souvisí s „náhodou“ bratrů Kelloggových (prosazujících dietu a obřízku proti masturbaci), kteří přišli na nový způsob výroby. Jejich vynález byl patentován v roce 1896.
V roce 1906 byla založena společnost Kellogg's, která je významným výrobcem lupínků i v dnešní době.